# Казалборе
Каза̀лборе (на италиански: Casalbore) е село и община в Южна Италия, провинция Авелино, регион Кампания. Разположено е на 575 m надморска височина. Населението на общината е 1933 души (към 2010 г.).